# Peter Wertheimer
Peter Wertheimer (* 11. Februar 1890 in Pardubice; † vermutlich 1944 im KZ Auschwitz) war ein Mitarbeiter des Archivs im Ghetto Lodz/Litzmannstadt.

## Leben
Über das Leben Peter Wertheimers aus der Zeit vor 1939 ist wenig bekannt. Neuen Erkenntnissen zufolge redigierte Wertheimer 1933–1934 in der jüdischen Tageszeitung „Selbstwehr“ eine eigene Rubrik „Wirtschafts-Umschau“. Hier besprach er die aktuellen Ereignisse aus dem Wirtschaftsleben Europas und der Welt, so auch die Levante-Messe in Tel Aviv.
1941 lebte er mit seiner Familie in Prag, von wo er am 21. Oktober in das Getto Lodz/Litzmannstadt deportiert wurde.

## Zeit im Getto Lodz/Litzmannstadt
Im Getto war Wertheimer Mitarbeiter des Archivs, einer der fünf deutschen Chronisten (neben Oskar Rosenfeld, Oskar Singer, Bernhard Heilig und Alice Chana de Buton) und Mitverfasser der Chronik des Gettos Lodz/Litzmannstadt sowie der „Enzyklopädie des Gettos“.
Er verfasste u. a. die feuilletonistischen Beiträge der „Chronik“. 1944 schrieb er regelmäßig den Teil „Kleiner Getto-Spiegel“, in dem die menschliche Tragödie auf eine eindrucksvolle Art und Weise dargestellt wurde:
„Da ist eine chassidische Familie, bestehend aus Vater, Mutter, einer Tochter, zwei Söhnen, der jungen Frau des einen Sohnes und dem Bräutigam des Mädchens. Bei der letzten Aussiedlung wurden die zwei Söhne von den ihren getrennt. Der eine durfte zurückkehren und erwartete im Zentralgefängnis sehnsüchtig den Moment der Wiedervereinigung mit den seinen, besonders aber die junge Frau, die er sich buchstäblich vom Wagen herunterholte, als ihre Eltern – Juden aus Deutschland – ausgesiedelt wurden.
Da kommt die Anforderung der 1500 Arbeiter. Der Heimkehrer muss wieder mit. Der Bräutigam der Tochter ist auch unter den Erwähnten. Am Tage seiner Einrückung stirbt der kranke Vater. Die Frauen bleiben allein. Ein rauher Windstoss hat den Baum entblättert.“
Im August 1944 wurde Wertheimer mit anderen Juden aus dem Getto Lodz/Litzmannstadt nach Auschwitz deportiert und vermutlich dort ermordet.